# Iglesia de San Francisco (Chillán)
La iglesia de San Francisco de Chillán es un recinto religioso ubicado en el sector de Las Cuatro Avenidas, de la ciudad chilena de Chillán, frente a la Plaza Pedro Lagos y la Cárcel de Chillán. En su interior alberga el Convento de San Francisco, cual es la única edificación que ha resistido el paso del tiempo, desde la cuarta fundación de la ciudad, en 1835, y que en su interior conserva el Museo de San Francisco.

## Historia
En 1553 llegaron a Chile los primeros sacerdotes de la Orden Franciscana y en 1585 llegan por primera vez a Chillán. Los antecedentes de franciscanos en la ciudad relatan que ellos fueron los encargados del Colegio de Naturales de Chillán tras la expulsión de los jesuitas por orden de la corona española. A consecuencia del traslado de la ciudad, tras el Terremoto de Concepción de 1835, a su actual emplazamiento, la primera Iglesia de San Francisco inició su construcción en 1838.
La segunda construcción de este templo se inició en 1907 y finalizó en 1927, siendo una de las primeras edificaciones en la ciudad, hecha a base de hormigón. El plano original contemplaba una cúpula de espejos que fue destruida con el Terremoto de 1939 y dos torres de 40 metros que quedaron inconclusas, sin embargo, a pesar del daño ocurrido en la iglesia, el convento ubicado a su costado no fue afectado por el sismo y hoy es considerado un inmueble de conservación histórica.
El terremoto de Chile de 2010 ocasionó perdidas en su fachada, ventanales rotos y la caída de la gruta de la Virgen María. Para 2016 todavía no se encontraba el financiamiento de la reparación de la obra y se realizó una colecta cuya recaudación resultó suficiente para que en septiembre estuviera gran parte de la construcción realizada y se pudieran realizar misas en su interior.